# Arcy-Sainte-Restitue
Pour les articles homonymes, voir Arcy.
Arcy-Sainte-Restitue est une commune française située dans le département de l'Aisne en région Hauts-de-France.

## Géographie

### Communes limitrophes
| Muret-et-Crouttes | Cuiry-Housse, Maast-et-Violaine | Jouaignes, Lhuys |
| Launoy            | Arcy-Sainte-Restitue            | Loupeigne        |
| Beugneux          | Cramaille                       | Saponay          |

### Hydrographie

#### Réseau hydrographique
La commune est située dans le bassin Seine-Normandie. Elle est drainée par la Crise, la Muze, le cours d'eau 01 de Vaux, le Marais, le ru des Crouttes et un autre petit cours d'eau,.
La Crise, d'une longueur de 26 km, prend sa source dans la commune  et se jette  dans l'Aisne à Soissons, après avoir traversé huit communes.
La Muze, d'une longueur de 17 km, prend sa source dans la commune  et se jette  dans la Vesle en limite de Mont-Notre-Dame et de Quincy-sous-le-Mont, face à Paars, après avoir traversé sept communes.

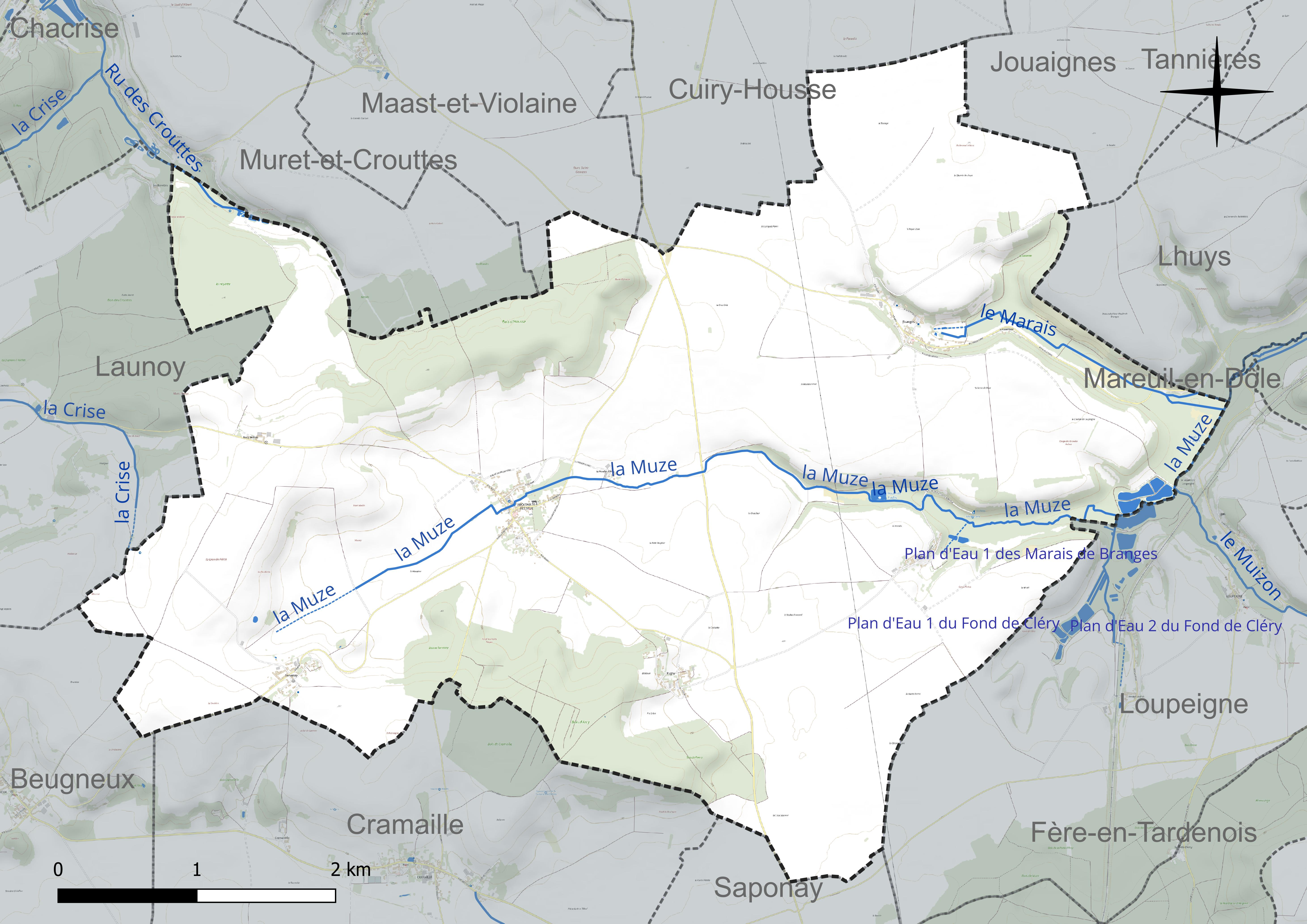
Réseau hydrographique d'Arcy-Sainte-Restitue.

Un plan d'eau complète le réseau hydrographique : le plan d'eau 3 des le marais de Branges (4,2 ha),.

#### Gestion et qualité des eaux
Le territoire communal est couvert par le schéma d'aménagement et de gestion des eaux (SAGE) « Aisne Vesle Suippe ». Ce document de planification, dont le territoire s'étend sur 3 096 km2 répartis sur trois départements (Aisne, Marne et Ardennes) et deux régions (Champagne-Ardenne et Picardie), a été approuvé le 16 décembre 2013. La structure porteuse de l'élaboration et de la mise en œuvre est le Syndicat d'aménagement des bassins Aisne Vesle Suippe (SIABAVES).
La qualité des cours d'eau peut être consultée sur un site dédié géré par les agences de l'eau et l'Agence française pour la biodiversité.

### Climat
Pour des articles plus généraux, voir Climat des Hauts-de-France et Climat de l'Aisne.
En 2010, le climat de la commune est de type climat océanique dégradé des plaines du Centre et du Nord, selon une étude du CNRS s'appuyant sur une série de données couvrant la période 1971-2000. En 2020, Météo-France publie une typologie des climats de la France métropolitaine dans laquelle la commune est exposée à un climat océanique altéré et est dans la région climatique Nord-est du bassin Parisien, caractérisée par un ensoleillement médiocre, une pluviométrie moyenne régulièrement répartie au cours de l'année et un hiver froid (3 °C).
Pour la période 1971-2000, la température annuelle moyenne est de 10,4 °C, avec  une amplitude thermique annuelle de 15,1 °C. Le cumul annuel moyen de précipitations est de 737 mm, avec 11,2 jours de précipitations en janvier et 8,6 jours en juillet. Pour la période 1991-2020 la température moyenne annuelle observée sur la station météorologique la plus proche, située sur la commune de Braine à 11 km à vol d'oiseau, est de 11,3 °C et le cumul annuel moyen de précipitations est de 662,7 mm,. Pour l'avenir, les paramètres climatiques de la commune estimés pour 2050 selon différents scénarios d'émission de gaz à effet de serre sont consultables sur un site dédié publié par Météo-France en novembre 2022.

## Urbanisme

### Typologie
Au 1er janvier 2024, Arcy-Sainte-Restitue est catégorisée commune rurale à habitat dispersé, selon la nouvelle grille communale de densité à 7 niveaux définie par l'Insee en 2022.
Elle est située hors unité urbaine et hors attraction des villes,.

### Occupation des sols
L'occupation des sols de la commune, telle qu'elle ressort de la base de données européenne d'occupation biophysique des sols Corine Land Cover (CLC), est marquée par l'importance des territoires agricoles (79 % en 2018), une proportion identique à celle de 1990 (79 %). La répartition détaillée en 2018 est la suivante : 
terres arables (76,7 %), forêts (20 %), prairies (2,3 %), zones urbanisées (1 %).
L'évolution de l'occupation des sols de la commune et de ses infrastructures peut être observée sur les différentes représentations cartographiques du territoire : la carte de Cassini (XVIIIe siècle), la carte d'état-major (1820-1866) et les cartes ou photos aériennes de l'IGN pour la période actuelle (1950 à aujourd'hui).

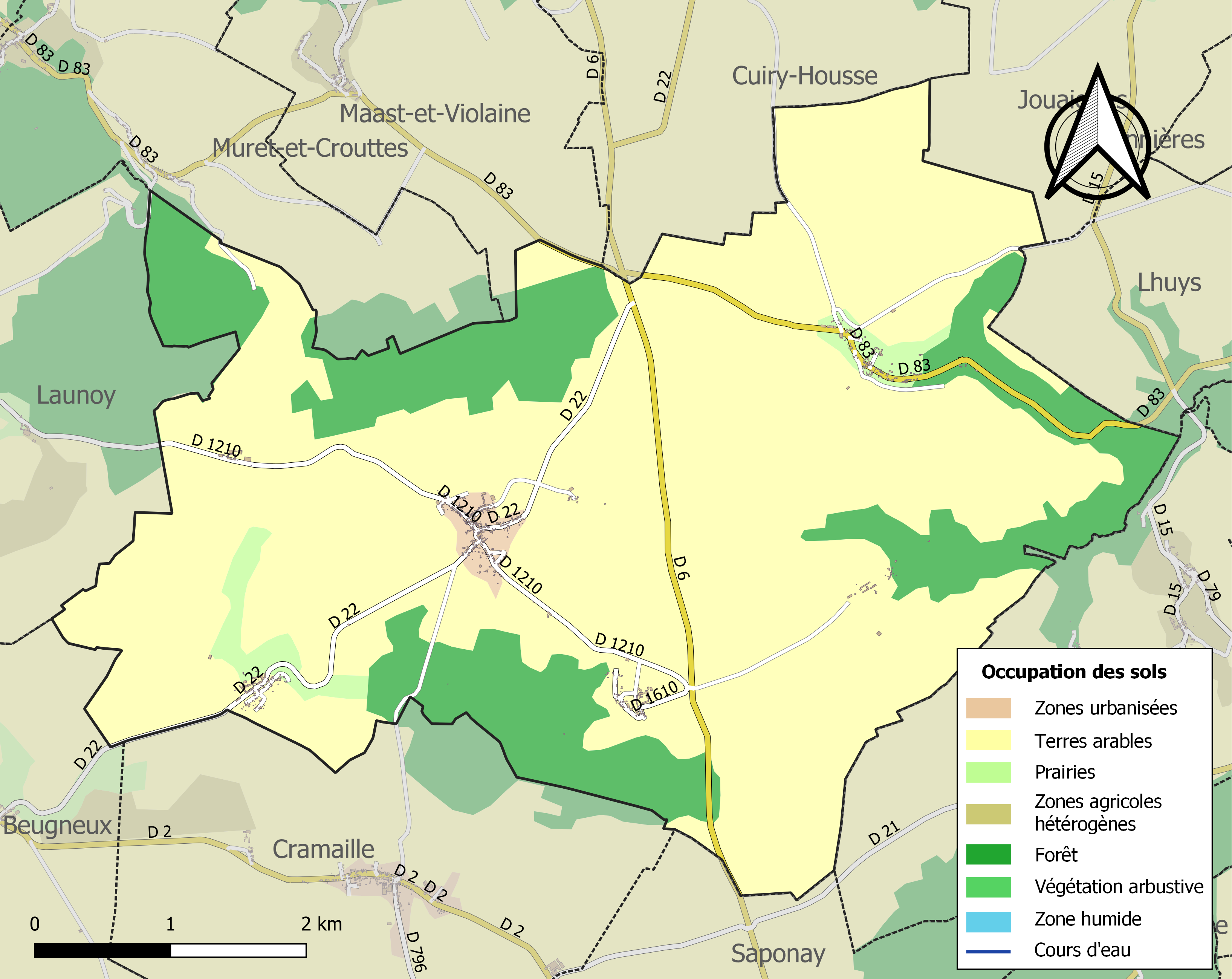
Carte des infrastructures et de l'occupation des sols de la commune en 2018 (CLC).

## Toponymie
Les mentions les plus anciennes d'Arcy-Sainte-Restitue sont : – Arceius, 1110; - Arciacus, 1125 ; -  Arseius en 1139 ; - Harceius en 1173 ; - Arci, 1191 (cartulaire de Saint-Jean des-Vignes, B.N.) ; -  Arseius en 1218 ;  - Arceium, 1225 (suppl. de D. Grenier, 296). – Territorium domini de Arseyo-Sainte-Restitue, 1247 (Cart. de Saint-Médard, fo 33, B.N.). – Arcy-sainte-Restitue, - 1306 (arch. De l'Emp.L 1002). – Arcy Sainte-Retieule, 1315 (suppl. De D. Grenier, 297 fo 196). – Ville d'Arsy, 1383 (arch. dépt. Transcrits de Vermandois, P. 136). – Arcy Saint-Rethieule, 1399 (compte de la seigneurie de Buzancy). – Arcy-Sainte-Restitude, 1562 (comptes de la ville de Chauny, fo 62, arch. de la ville de Chauny). – Arceium-sainte-Restitute, 1573 (pouillé du dioc. de Soissons, fo 22). – Arcy-Saincte-Restitude, 1657 baill. De Villers-Cotterêts, B 187) ; - Arcy Sainte Restitute en 1757 (carte de Cassini).
Durant la Révolution, la commune porte le nom d'Arcy.
Sainte-Restitue est un hagiotoponyme qui fait référence à Restitute d'Abitène ou à Restitute de Sora.

## Histoire
En 1813, au lieu-dit Entre le Mont Beton, des fouilles dans un tertre sablonneux ont mis au jour une nécropole mérovingienne, avec, selon l'auteur du compte-rendu, près de 25 000 tombes,. La Carte archéologique de la Gaule pour le département de l'Aisne montre que seules une trentaine de tombes ont été fouillées, qualifiant le chiffre avancé de 25 000 de « farfelu ». Une épée d'apparat y a été mise en évidence. Elle a été réanalysée en 1988. Il s'agirait d'un chef mérovingien contemporain de Clovis. Ce serait la traduction archéologique de la progression des armées franques de Tournai à Paris après 486 et l'implantation du nouveau pouvoir mérovingien[citation nécessaire]. Arcy était non loin de Soissons où résidait Syagrius, commandant la dernière armée romaine de Gaule.

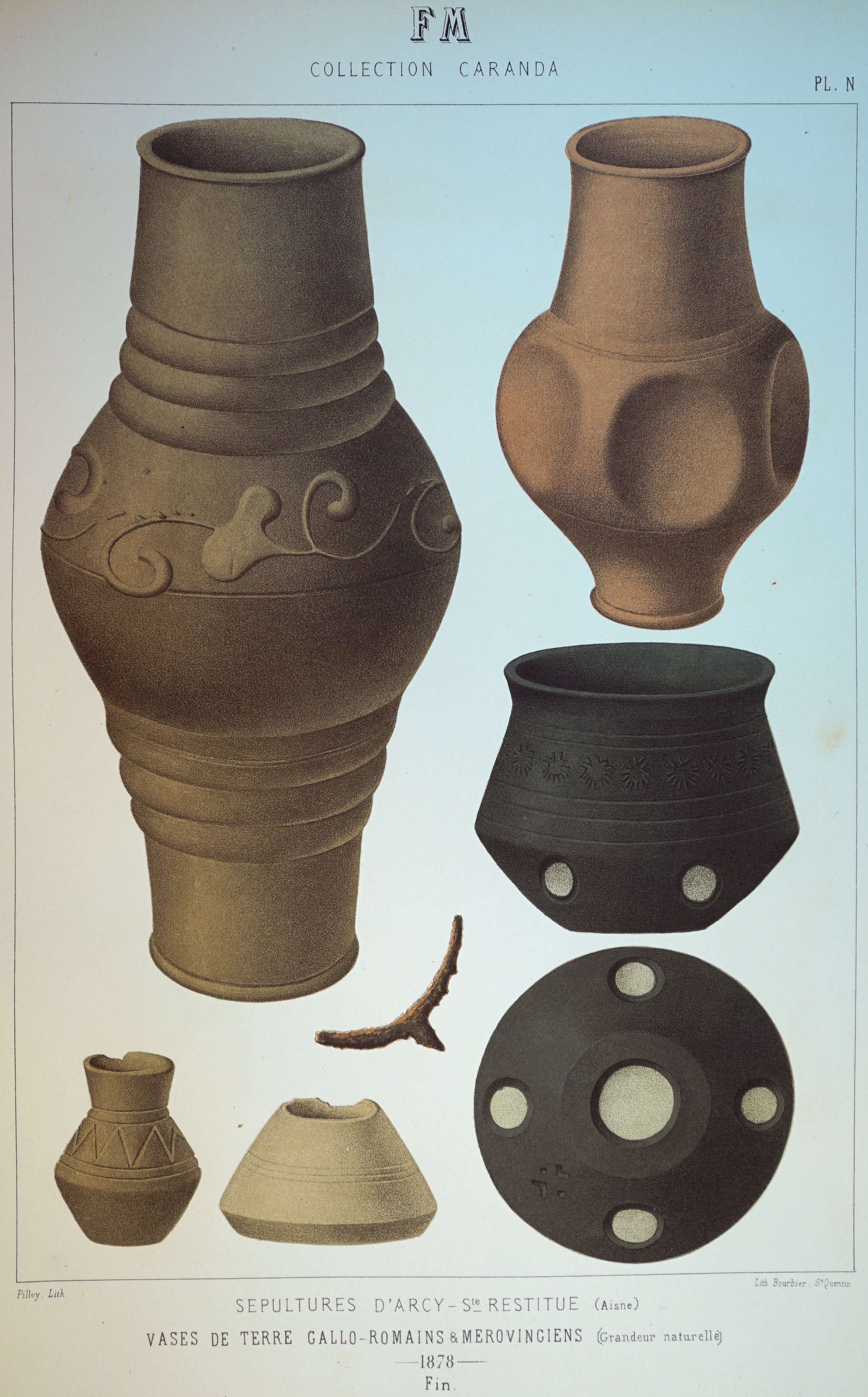
objets
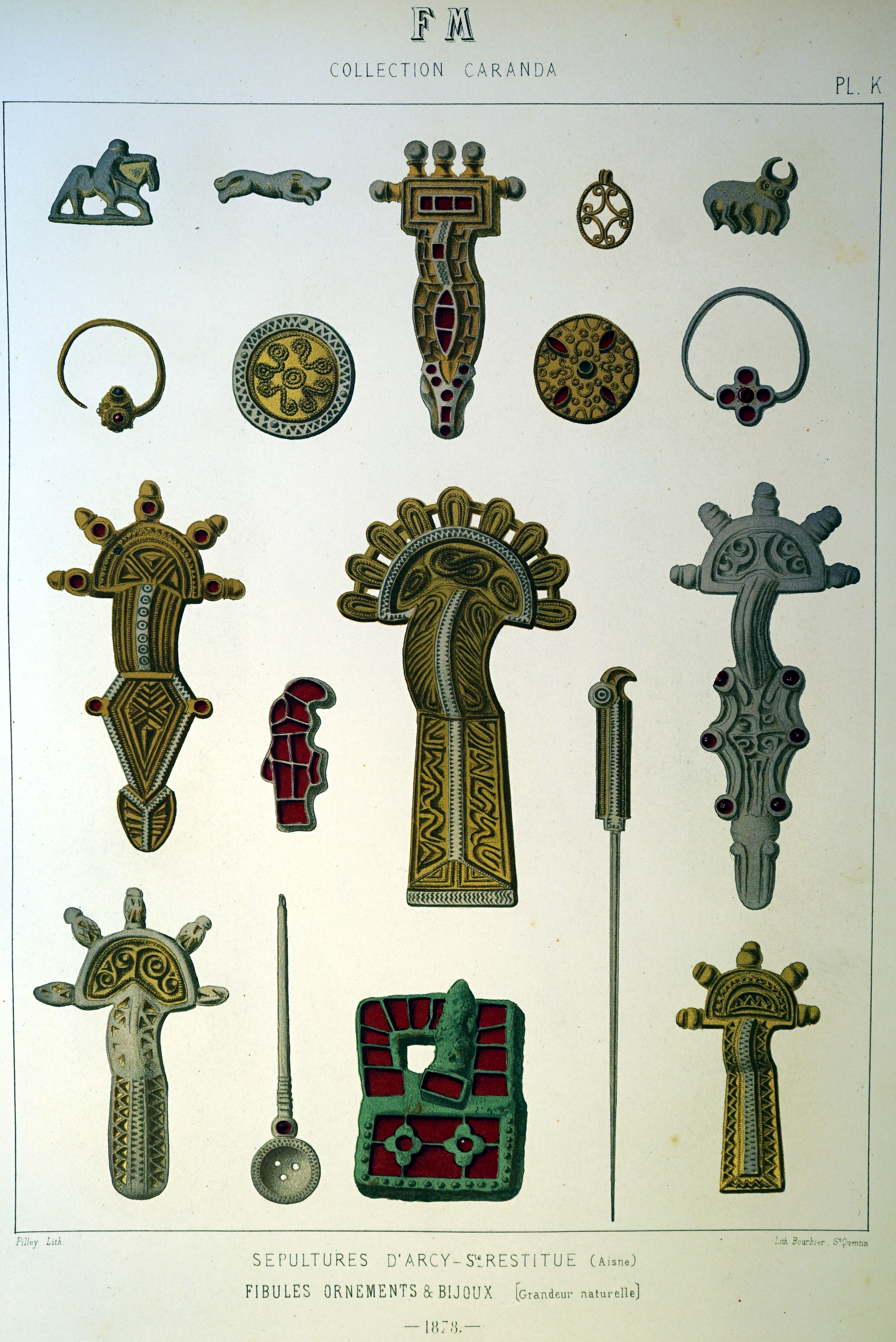
et fibules
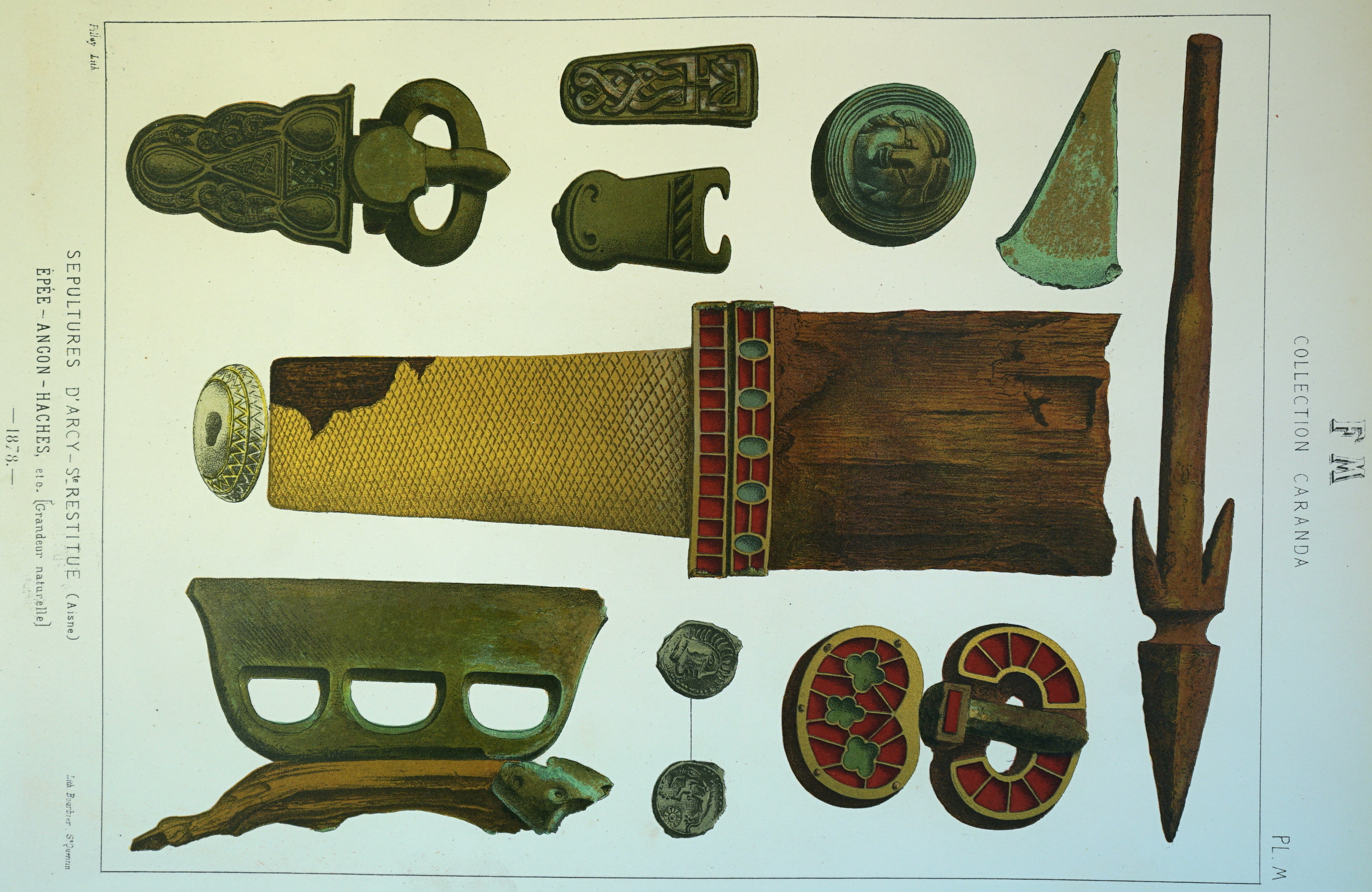
et épée.

### Période contemporaine
La commune de Arcy-Sainte-Restitue absorbe en 1972 celle de Branges.
En 2006, l'ADSL arrive à Arcy-Sainte-Restitue.
Le 14 juillet 2008, Arcy-Sainte-Restitue fut la première ville de l'Aisne à accueillir la brigade pyrotechnique de Reims pour réaliser une performance artistique dans le cadre du Festival Kropalm.
Avant la guerre, le petit hameau de Servenay, avait l'honneur de posséder une petite chapelle, qui se trouvait au centre du village, à quelques mètres de la place. La seule preuve de son existence se trouve enregistrée dans les archives du village.

## Politique et administration

### Découpage territorial
La commune d'Arcy-Sainte-Restitue est membre de la communauté de communes du Canton d'Oulchy-le-Château, un établissement public de coopération intercommunale (EPCI) à fiscalité propre créé le 30 décembre 1994 dont le siège est à Oulchy-le-Château. Ce dernier est par ailleurs membre d'autres groupements intercommunaux.
Sur le plan administratif, elle est rattachée à l'arrondissement de Soissons, au département de l'Aisne et à la région Hauts-de-France. Sur le plan électoral, elle dépend du  canton de Villers-Cotterêts pour l'élection des conseillers départementaux, depuis le redécoupage cantonal de 2014 entré en vigueur en 2015, et de la cinquième circonscription de l'Aisne  pour les élections législatives, depuis le dernier découpage électoral de 2010.

### Liste des maires
| Période                                  | Période                       | Identité       | Étiquette | Qualité                                                  |
| ---------------------------------------- | ----------------------------- | -------------- | --------- | -------------------------------------------------------- |
| Les données manquantes sont à compléter. |                               |                |           |                                                          |
|                                          | 1874                          | Gaudion        |           |                                                          |
| 1875                                     |                               | Mercier        |           |                                                          |
| avant 1981                               | ?                             | Emile Fortier  |           |                                                          |
| mars 2001                                | mars 2008                     | Guy Hobreaux   | DVD       |                                                          |
| mars 2008                                | juillet 2020                  | Daniel Fonte   |           | Retraité de l'agriculture Réélu pour le mandat 2014-2020 |
| juillet 2020                             | En cours (au 28 juillet 2020) | Patrick Bourel |           | Cadre administratif et commercial d'entreprise           |

Sont également rattachés administrativement à la commune d'Arcy-Sainte-Restitue les hameaux de Branges, de Rugny et de Servenay.

## Démographie
Avant 1973, les communes de Arcy-Sainte-Restitue et de Branges (02113) étant distinctes, leur population était dénombrée séparément.

L'évolution du nombre d'habitants est connue à travers les recensements de la population effectués dans la commune depuis 1793. Pour les communes de moins de 10 000 habitants, une enquête de recensement portant sur toute la population est réalisée tous les cinq ans, les populations de référence des années intermédiaires étant quant à elles estimées par interpolation ou extrapolation. Pour la commune, le premier recensement exhaustif entrant dans le cadre du nouveau dispositif a été réalisé en 2007.

En 2022, la commune comptait 398 habitants, en évolution de −1,24 % par rapport à 2016 (Aisne : −1,97 %, France hors Mayotte : +2,11 %).
| 1793 | 1800 | 1806 | 1821 | 1831 | 1836 | 1841 | 1846 | 1851 |
| ---- | ---- | ---- | ---- | ---- | ---- | ---- | ---- | ---- |
| 430  | 421  | 437  | 475  | 487  | 489  | 521  | 590  | 579  |

| 1856 | 1861 | 1866 | 1872 | 1876 | 1881 | 1886 | 1891 | 1896 |
| ---- | ---- | ---- | ---- | ---- | ---- | ---- | ---- | ---- |
| 549  | 498  | 474  | 456  | 498  | 463  | 467  | 440  | 505  |

| 1901 | 1906 | 1911 | 1921 | 1926 | 1931 | 1936 | 1946 | 1954 |
| ---- | ---- | ---- | ---- | ---- | ---- | ---- | ---- | ---- |
| 458  | 454  | 445  | 325  | 384  | 400  | 374  | 419  | 426  |

| 1962 | 1968 | 1975 | 1982 | 1990 | 1999 | 2006 | 2007 | 2012 |
| ---- | ---- | ---- | ---- | ---- | ---- | ---- | ---- | ---- |
| 364  | 371  | 373  | 360  | 328  | 369  | 420  | 427  | 414  |

| 2017 | 2022 | - | - | - | - | - | - | - |
| ---- | ---- | - | - | - | - | - | - | - |
| 403  | 398  | - | - | - | - | - | - | - |

## Culture locale et patrimoine

### Lieux et monuments

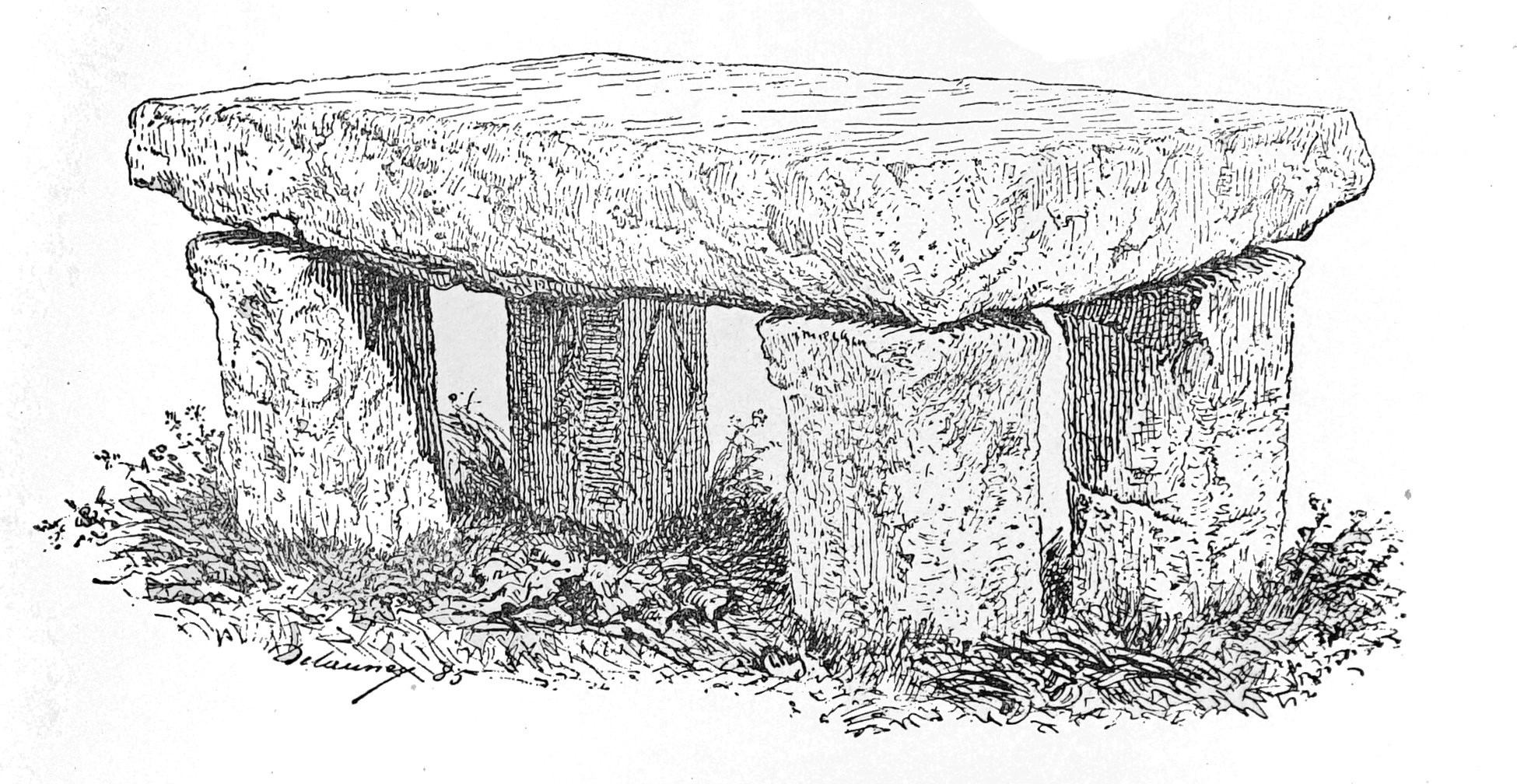
Le dolmen relevé par Frédéric Moreau père en 1880.

- Église Saint-Martin d'Arcy-Sainte-Restitue des XIIe – XIIIe siècles, classée aux monuments historiques depuis le 10 janvier 1920[38].
- Église Saint-Martin de Branges, de style roman et remaniée au XVIe siècle[39].
- Dolmen de la Butte de Housse : le dolmen est situé en face de l'entrée du cimetière, il a été découvert lors des fouilles du cimetière gallo-romain.
- Au château du hameau de Branges, les parties du XVIe siècle comprenant la tourelle, la porte charretière et la petite porte armoriée sont classées également depuis le 8 février 1928.
- Lavoirs, l'un à Arcy, l'autre au hameau de Branges, et un autre au hameau de Servenay[40].

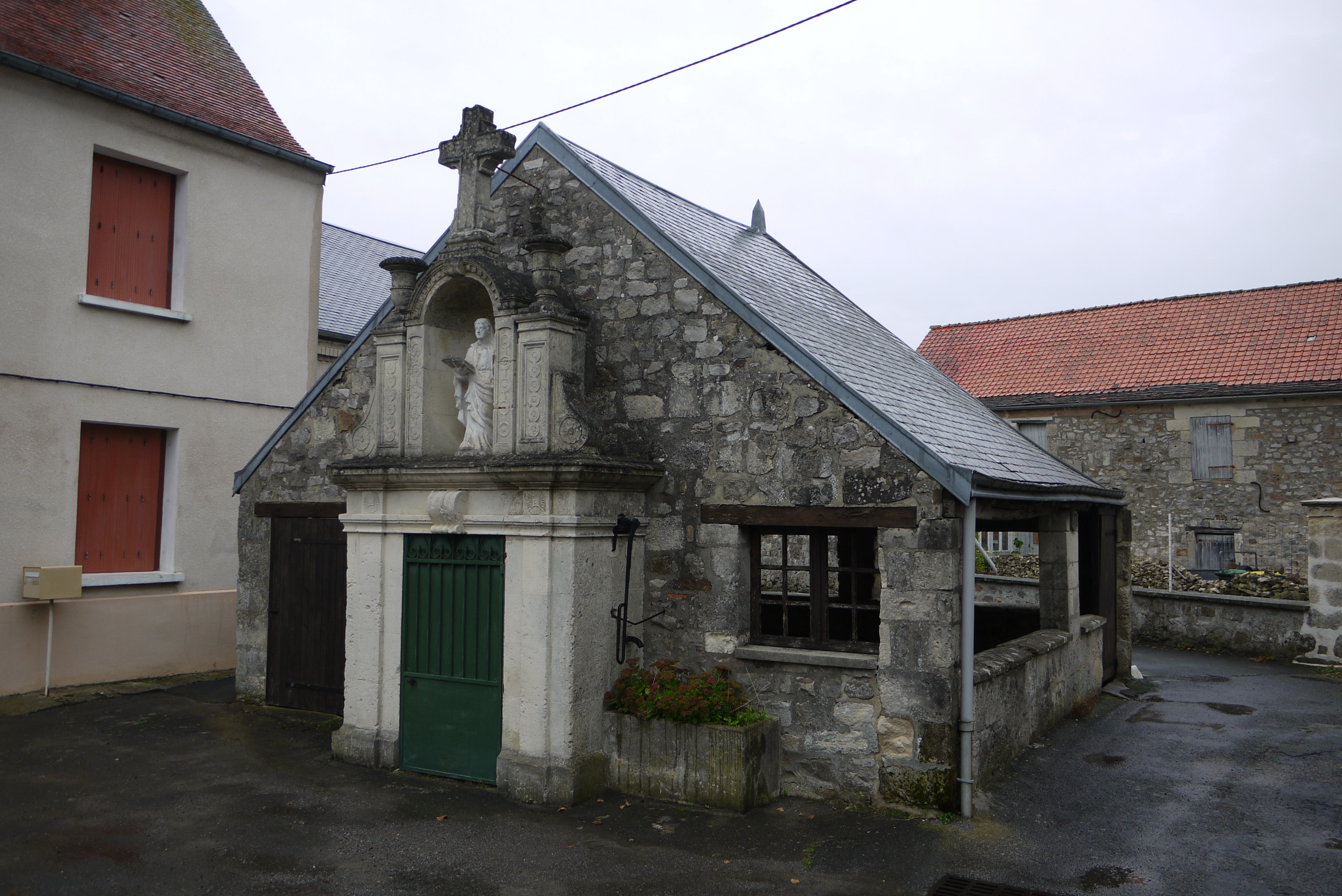
Lavoir à Arcy-Sainte-Restitue.

### Reliques de Sainte-Restitute
Vers 852, le comte de Moreuil, seigneur de Picardie, part pour Rome pour défendre le pape Léon IV contre les menaces d'invasion des Sarrasins. En remerciement de ses services, le pape accède aux désirs du comte de ramener en France les restes de sainte Restitute. Pour rejoindre la seigneurie du comte, le convoi passe par Arcy. Là, les soldats déposent la châsse renfermant les restes de la sainte. Au moment du départ, la châsse est devenue très lourde et les soldats ne peuvent la remettre sur le chariot. Se produisent alors deux miracles : une fontaine jaillit et une mère, passant près de la châsse, portant son enfant mort-né dans ses bras, le voit ressuscité et dit « Reste ici, reste ici ». Le comte laisse la châsse dans la chapelle Saint-Martin.
En 863, le roi de France Louis II de France ordonne que les saintes reliques soient déplacées pour échapper aux ravages des Vikings. Les restes de sainte Restitute sont ainsi dispersés.
Une châsse dédiée à la sainte est visible dans l'église. Elle est en bois d'ébène taillé avec des ornements en cuivre repoussé doré (XVIIe siècle) et contient un fémur de la sainte renfermé dans un coffret placé à l'intérieur et accessible par une petite porte dissimulée dans la sculpture en colonnes.
La châsse est fixée sur un brancard. L'ensemble châsse plus brancard pèse entre 130 et 150 kg et est porté par quatre hommes de même taille lors des processions.

## Personnalités liées à la commune
- Georges Sabiron (1882-1918), poète dont le nom figure parmi les 560 écrivains morts pour la France au Panthéon est tué à Arcy-Sainte-Restitue le 29 mai 1918.

## Pour approfondir